# Pyjama-kardinaalbaars
De pyjama-kardinaalbaars (Sphaeramia nematoptera) is een straalvinnige vissensoort uit de familie van kardinaalbaarzen (Apogonidae). De wetenschappelijke naam van de soort is voor het eerst geldig gepubliceerd in 1856 door Bleeker.

## Kenmerken
Deze 8 cm lange vis heeft een geelgrijs geschubd, ovaal lichaam met een donkere dwarsband over het lichaamsmidden en verspreide bruine vlekjes op het achterlichaam. Hij heeft twee verlengde rugvinnen, waarvan de voorste olijfbruin is en de achterste grijswit. De afgeronde staartvin en de aarsvin zijn eveneens grijswit, de borstvinnen zijn olijfbruin. De ogen zijn rood.

## Leefwijze
Het voedsel van deze nachtactieve vis bestaat vooral uit kreeftachtigen. Het is een vredelievende vis, die zich correct gedraagt ten opzichte van andere rifbewoners. Hij leeft in symbiose met diadeemzee-egels.

## Voortplanting
Deze vissen zijn bekbroeders. Zodra het mannetje een krop gaat vertonen, zullen de jongen weldra uitkomen. De jongen worden dan uitgespuwd in zijn symbiotische partner, zodat ze veilig zijn voor roofdieren. De broedtijd is 23 dagen.

## Verspreiding en leefgebied
Deze soort komt voor in de Grote- en Indische Oceaan in koraalriffen of tropische lagunen op een diepte van 1 tot 14 meter.